# Moskovskaïa (métro de Nijni Novgorod)
La Moskovskaïa ( russe : Московская ) est une station de correspondance située sur les lignes 1 et 2 du métro de Nijni Novgorod. C'est aussi la seule station qui permet les transferts d'une ligne à l'autre. Les passagers peuvent également transférer à la gare principale de Nijni Novgorod. En outre, la station de métro Moskovskaïa est une plaque tournante de transfert vers la gare du RER Nijni Novgorod – Moscou.
Jusqu'en 2012, c'était le terminus nord de la ligne 1 et, jusqu'à l'ouverture de la station Strelka en 2018, c'était le terminus oriental de la ligne 2. Parce que la ligne se courbe vers l'ouest après Moskovskaïa, elle reste la station la plus à l'est de la ligne.
Elle se trouve dans l'arrondissement de Kanavino. Son nom vient de la gare de Nijni Novgorod-Moscou.

## Histoire
La construction de la station Moskovskaïa a débuté en 1977, le chantier est conduit de manière ouverte, ce qui a contraint les circulations en surface. La gare a été construite immédiatement sous les deux lignes de perspective, ce qui en faisait la plus grande de l'Union soviétique. C'est l'une des six premières stations à ouvrir la ligne le 20 novembre 1985, En plus de la station elle-même, un vaste réseau de circulations piétonnes en tunnel a été réalisé. Certains d'entre eux relient la station de métro à la gare de Nijni Novgrood – Moscou. Le dernier tunnel de ce type a été construit en 2018 et reliait la gare au grand magasin central.
Lors de la construction de la gare, en 1984, les murs se sont effondrés dans sa fosse tuant deux ouvriers de la brigade étudiante. Cet accident a fait apparaître une « légende urbaine » sur les fantômes errant dans les tunnels et les stations. Les travailleurs de la gare ont déclaré avoir entendu des bruits étranges dans les tunnels: des gémissements, des grincements de fer ou le bruit de marteaux-piqueurs. Cependant, les gens sont sceptiques et pensent que les bruits parasites dans les tunnels sont une conséquence de la pénétration et de l'activité des « creuseurs ».
De 1985 à 1993, elle était la gare terminale de la seule ligne 1. Après l'ouverture du premier tronçon de la ligne 2 «Moskovskaïa - Kanavinskaïa», il est devenu définitif pour elle. Un mouvement de fourche a été organisé à la gare - les trains de la ligne 1 ont « fait demi-tour » à la gare et ont continué leur chemin le long de la ligne 2. Le 4 novembre 2012, après l'ouverture de la station Gorkovskaïa, elle a cessé d'être le terminus de la ligne 2. Et, après l'ouverture de la station Strelka, le 12 juin 2018, la station a cessé d'être le terminus des deux lignes.

## Services aux voyageurs

### Accès et accueil
La station de métro dispose de deux vestibules souterrains pour l'entrée et la sortie des passagers. La sortie du hall sud-ouest mène à un long passage souterrain vers la gare Nijni Novgorod-Moscou et l'autoroute de Moscou. Des deux côtés de la gare se trouvent des escaliers et des escaliers mécaniques. Depuis le 4 novembre 2012, la gare est située au pont de transfert de la ligne 1 à la ligne 2. L'une des entrées est située à côté de la place de la Révolution. Une autre entrée de la gare a été construite dans le bâtiment du grand magasin central.

### Desserte

Installations et desserte
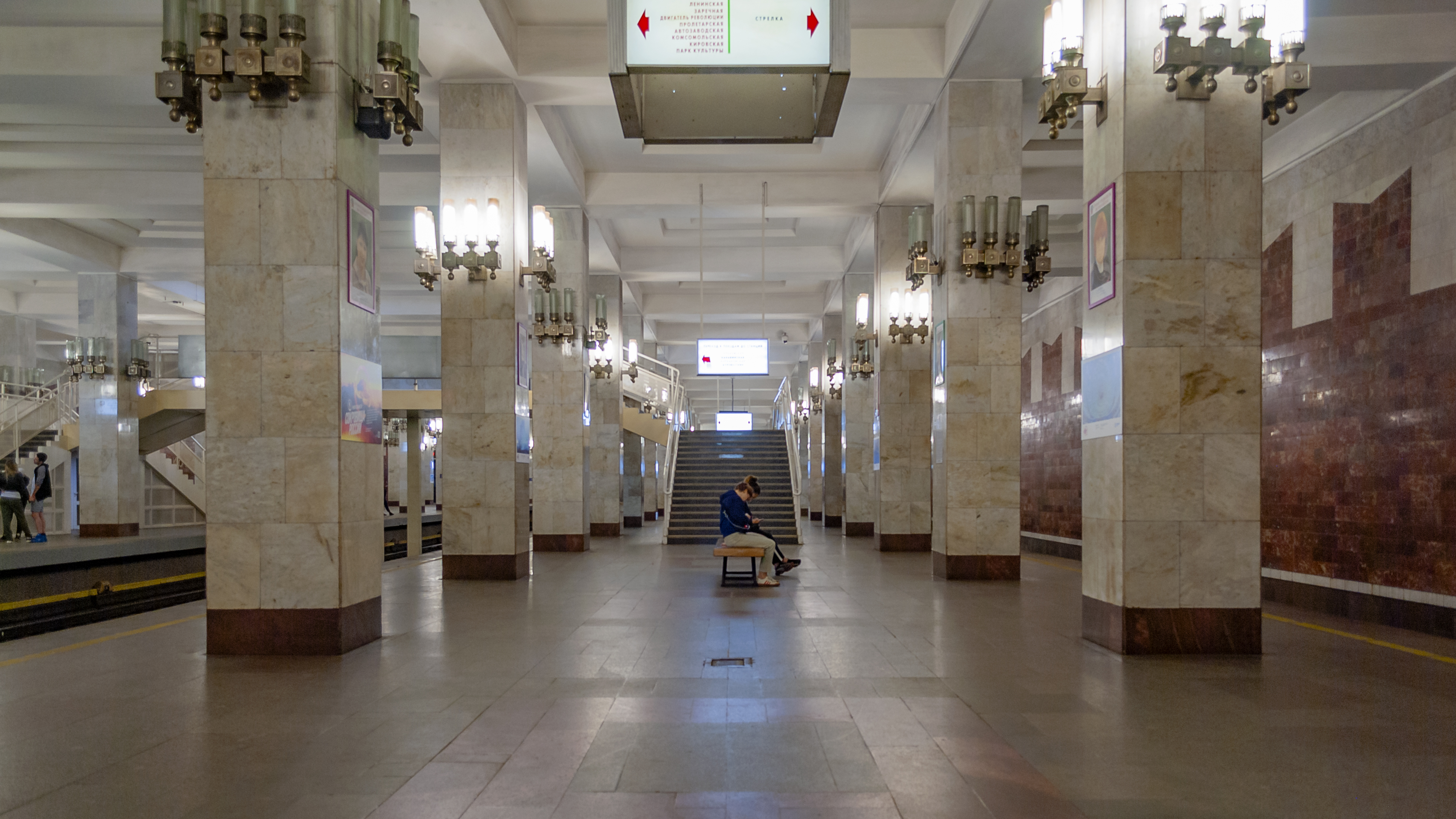
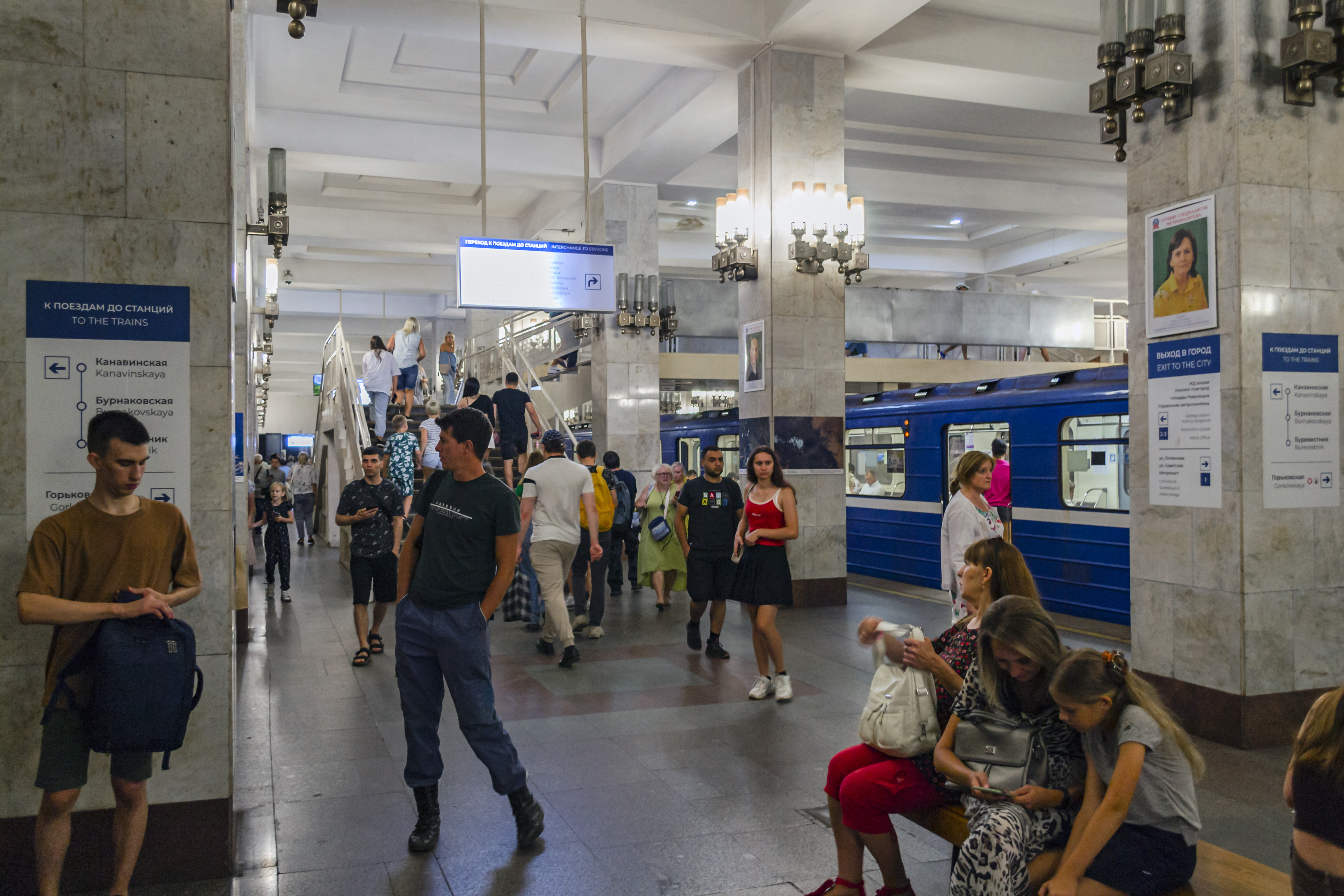
Heure de pointe à le station
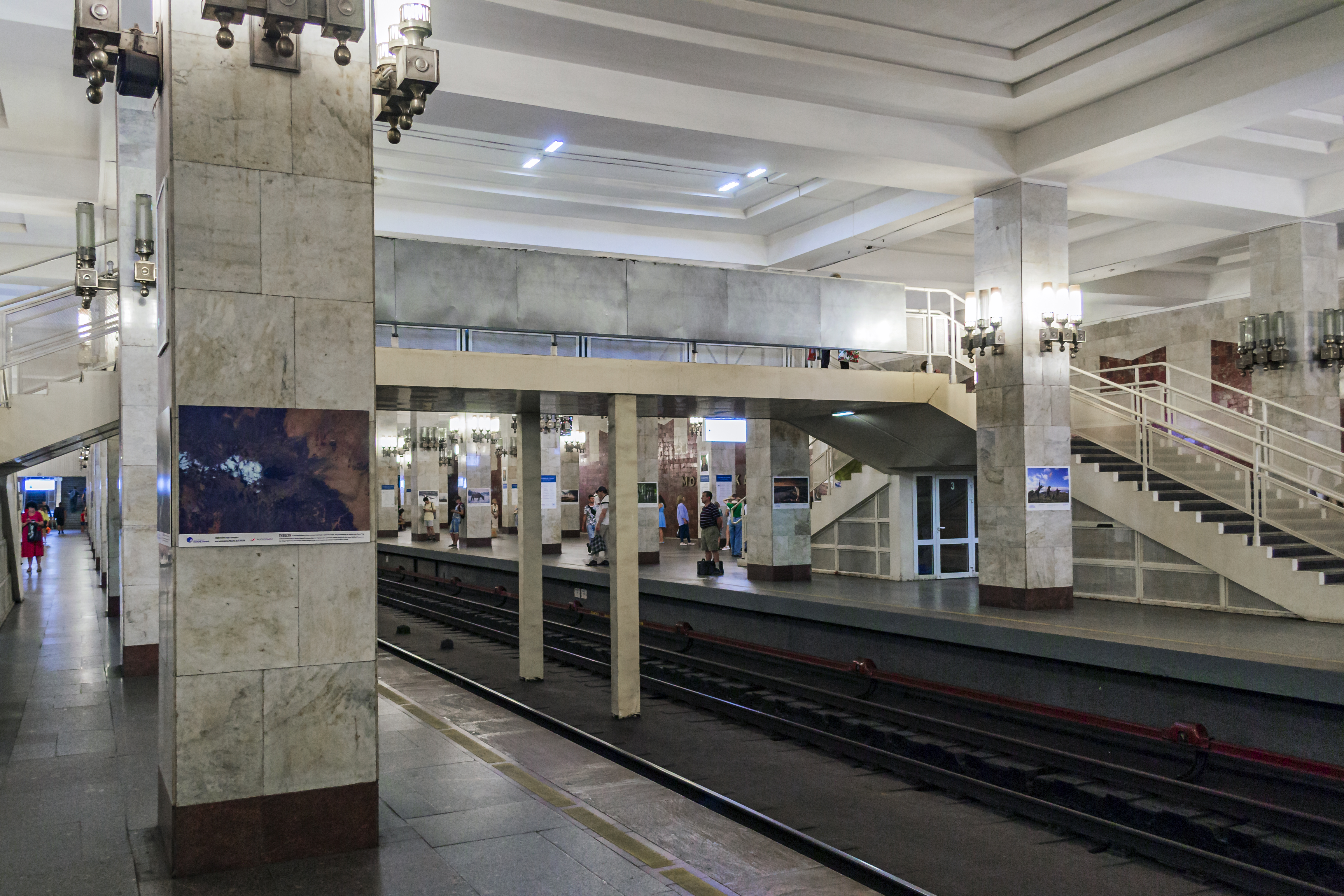
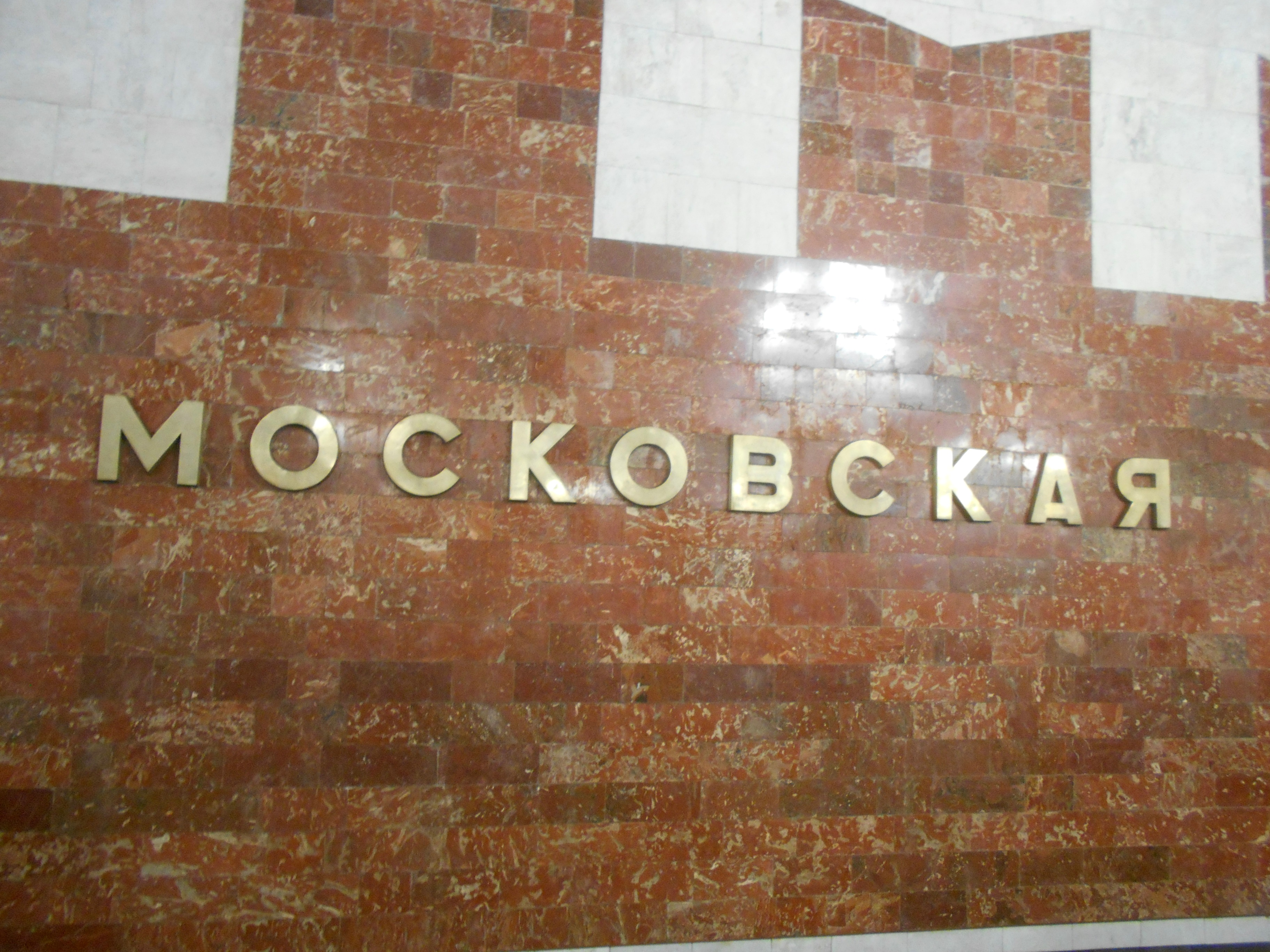

### Intermodalité
RER de Nijni Novgorod :
| #      | Ligne       | Route                                      | Nombre de stations |
| ------ | ----------- | ------------------------------------------ | ------------------ |
| 1      | Sormovskaïa | Gare de Nijni Novgorod - Potchinki         | 7                  |
| 2      | Priokskaïa  | Gare de Nijni Novgorod - Prospekt Gagarina | 12                 |
| Total: |             |                                            | 19                 |

## À proximité
- Gare de Nijni Novgorod-Moscou
- Le département du métro
- Grand magasin central
- Centre commercial Mebelny Bazar
- Centre commercial Respublika
- Grand magasin Gordeevski
- Gare routière de Kanavinski
- Université de Minin
- Collège des transports ferroviaires
- Centre commercial Tchkalov
- Le bazar central
- Centre commercial Kanavinski